# Sowinformbiuro

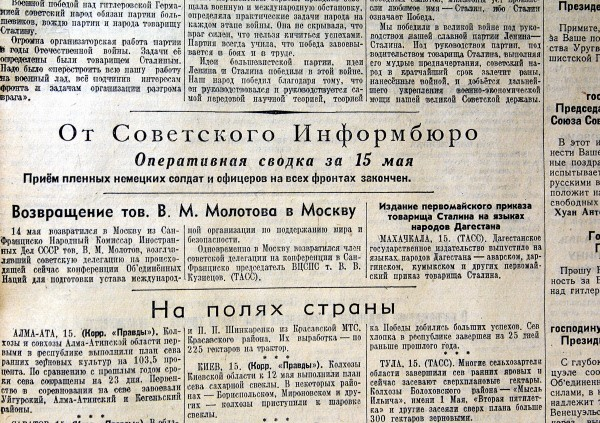
Ostatni raport wojenny Sowinformbiura z 15 maja 1945

Sowinformbiuro, Radzieckie Biuro Informacyjne (ros. Советское информационное бюро, Совинформбюро) – sowiecka agencja prasowa działająca w latach 1941–1961.

## Historia
Utworzona 24 czerwca 1941, bezpośrednio po ataku III Rzeszy na ZSRR na podstawie uchwały Rady Komisarzy Ludowych ZSRR oraz Komitetu Centralnego Wszechzwiązkowej Partii Komunistycznej (bolszewików). Jego przewodniczącymi byli kolejno Aleksandr Szczerbakow (1941–1945), Sołomon Łozowski (1945–1947) i Boris Ponomariow (1947–1961).
W czasie wojny Sowinformbiuro kierowało działaniami Komitetu Wszechsłowiańskiego, Antyfaszystowskiego Komitetu Kobiet Radzieckich, Antyfaszystowskiego Komitetu Młodzieży Radzieckiej, Antyfaszystowskiego Komitetu Naukowców Radzieckich oraz Żydowskiego Komitetu Antyfaszystowskiego.
W 1944 w ramach Sowinformbiura powstało specjalne biuro propagandy dla krajów zagranicznych.
W 1961 Sowinformbiuro zostało przekształcone w Agencję Prasową „Novosti” (Агентство Печати Новости), której następczynią była agencja RIA Novosti.